# ويندي تشونغ
ويندي تشونغ (بالإنجليزية: Wendy Chung)‏ هي كاتِبة نيوزيلندية، ولدت في 21 سبتمبر 1986 في هونغ كونغ في الصين.

## وصلات خارجية
- ويندي تشونغ على موقع ميوزك برينز (الإنجليزية)